# II Batalion OW PPS na Ochocie

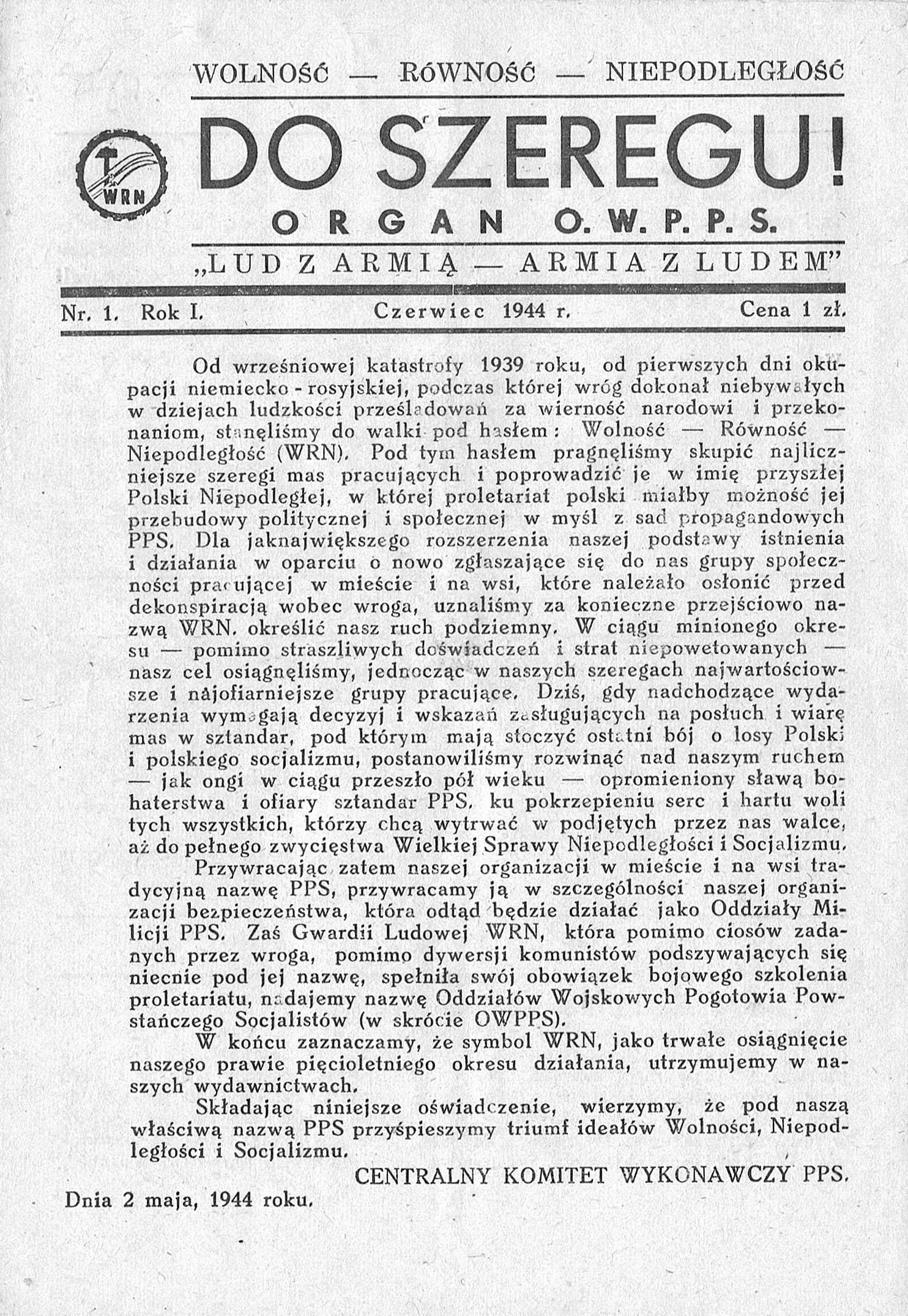
Pismo Oddziałów Wojskowych Pogotowia Powstańczego Socjalistów „Do Szeregu”

II Batalion OW PPS na Ochocie – batalion Oddziałów Wojskowych Pogotowia Powstańczego Socjalistów w dzielnicy Ochota; istniał od listopada 1939 do sierpnia 1944. W ramach akcji scaleniowej z Armią Krajową został włączony w 1942 w skład II rejonu Obwodu Ochota Armii Krajowej. 1 sierpnia batalion uczestniczył w powstaniu warszawskim na Ochocie, gdzie został doszczętnie rozbity, część żołnierzy, przedostała się do Śródmieścia Północnego i Południowego.

## Historia batalionu
Prace organizacyjne nad utworzeniem oddziału wojskowego PPS-WRN rozpoczął przedwojenny przewodniczący dzielnicy Rudolf Cymerman. Następnie przekazał realizację zadań plut. Stanisławowi Kujawie „Stasiek” dowódcy Akcji Socjalistycznej w dzielnicy. Organizacją oddziału zajmowali się również plut. Jan Kołtuniak „Kielecki”, plut. Jan Koc „Janek” oraz plut. Wasyl Słotwiński „Wacek”.
Od grudnia 1939 do maja 1940 zorganizowano 1 kompanię kadrową „Ochota” (w składzie 40 żołnierzy). Kompania ta składała się wyłącznie z byłych członków Akcji Socjalistycznej, którzy odbyli służbę wojskową i brali udział w wojnie obronnej 1939. Kompanią dowodzili kolejno: plut. Jan Kołtuniak „Kielecki” do 1940, plut. Wasyl Słotwiński „Wacek”, zaś od 1943 sierż. Walenty Mendrzycki „Mechanik". Funkcje dowódców plutonów pełnili plut. Józef Michalski „Wariat”, kpr. Jan Foremny „Rura” oraz kpr. Feliks Domeradzki „Chałka”. Szefem kompanii był kpr. Jan Koc „Janek”.
Od czerwca do grudnia 1940 zorganizowana została 2 kompania. Większość żołnierzy wywodziła się z osiedla Warszawskiej Spółdzielni Mieszkaniowej na Rakowcu. Ponadto w skład kompanii weszła grupa mieszkańców okolic ulicy Żelaznej zorganizowana przez pchor. Juszczyka, oraz grupa z Okęcia, zorganizowana przez sierż. Henryka Bojarskiego „Grom”. Dowódcą 2 kompanii „Rakowiec”, został wówczas ppor. rez. Stanisław Rapiński „Technik”, a szefem kompanii st. strz. Edward Strusiński „Butológ”. Dowódcami plutonów kadrowych zostali wówczas: plut. Roman Górnicki „Kmitas”, sierż. Roman Pakuła „Tramwajarz” oraz kpr. Stanisław Kierowicz „Staber”.
Dopiero w końcu 1941 do batalionu trafiła ok. dwudziestoosobowa grupa młodzieży z rodzin robotniczych. Na przełomie 1941 i 1942 skierowany został do batalionu dowódca-szkoleniowiec por. Henryk Zinówko „Borkowski”. Zorganizował on szkolenie wewnątrz oddziału. Na kurs podoficerski i kurs podchorążych Warszawskiego Zgrupowania GL WRN, skierowano ponadto 10 żołnierzy. Kurs podchorążych ukończył m.in. dowódca batalionu Jan Kołtuniak „Kielecki”. Trzech dalszych żołnierzy ukończyło kursy podchorążych AK w następnych latach.
Na początku 1942 batalion został włączony w skład oddziałów Armii Krajowej. Z uwagi na różnice w określeniu wielkości oddziałów w Armii Krajowej (pluton liczył do 60 żołnierzy), w nowej strukturze 1 kompania „Ochota" została oznaczona jako pluton 431, zaś 2 kompania „Rakowiec” jako pluton 432 liczyły łącznie 120 żołnierzy. Według niektórych wersji, oddział składał się z 80 żołnierzy po 40 w plutonie. Skład oddziału został zwiększony w 1943 o 25-osobowy pluton kobiecy szkolony do służby sanitarnej oraz łączności.
II Batalion OW PPS stanowił I Zgrupowanie II rejonu Obwodu Ochota Armii Krajowej, dowodzonego przez kpt. Eugeniusza Kosiackiego „Korczak”. Wskutek urlopu komendanta, dowództwo 1 sierpnia sprawował zastępca kpt. Stanisław Wanat „Jastrzębiec”. Rejon obejmował obszar ograniczony północnym odcinkiem ul. Żwirki i Wigury, ul. Raszyńską od ul. Filtrowej, ul. Filtrową, Skwerem Wielkopolskim i Polem Mokotowskim. Obok I Zgrupowania, w skład oddziałów 2 Rejonu wchodziły ponadto: II Zgrupowanie (plutony 435, 437 i 439) dowodzone przez ppor. Jerzego Gołembiewskiego „Stach”, i III Zgrupowanie (plutony 433 i 434 w organizacji), dowodzone przez pro. Stanisława Junka „Brzoza” (wcześniej OW PPS), łącznie licząc ok. 320 żołnierzy. Oddziały rejonu miały zaatakować i zdobyć budynek Akademii Nauk Politycznych przy ul. Wawelskiej 56, budynek przy ul. Reja 9 oraz budynek Dyrekcji Naczelnej Lasów Państwowych przy ul. Wawelska 54. Kwaterowała w nich niemiecka kompania SS i ukraińska kompania Dywizji SS-Galizien (łącznie 300 SS-manów), oraz 30 funkcjonariuszy Ordnungspolizei i kilkudziesięciu zbrojonych urzędników niemieckich.

### Ordre de Bataille przed 1 sierpnia 1944
Dowództwo
- dowódca – plut. pchor. Jan Kołtuniak „Kielecki”;
- zastępca dowódcy (dowódca szkoleniowiec) – ppor. rez. Henryk Zinówko „Borkowski” (zg. 1 sierpnia);
- szef – kpr. podch. Sylwester Zając „Sylwek”;
- łącznik zgrupowania – ppor. Aleksander Krzyczkowski „Aleksandrowicz”:
- lekarz – Zofia Baranowska „Barbara”[10];

Oddziały
- Pluton 431 – dowódca sierż. Walenty Mendrzycki „Mechanik”;
  - drużyna – dowódca plut. Józef Michalski „Wariat”;
  - drużyna – dowódca kpr. Jan Foremny „Rura”;
  - drużyna – dowódca sierż. Feliks Domeradzki „Chałka”;
- Pluton 432 – dowódca pchor. Zygmunt Juszczyk „Goliat” (zg. 1 sierpnia);
  - drużyna – dowódca plut. Roman Górnicki „Kmitas”;
  - drużyna – dowódca sierż. rez. Roman Pakuła „Tramwajarz”;
  - drużyna – dowódca kpr. Stanisław Bierowicz „Staber”[11].

## Powstanie warszawskie

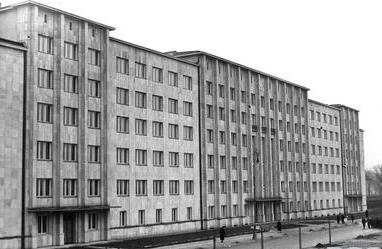
Budynek Dyrekcji Lasów Państwowych przy ul. Wawelskiej. Obiekt ataku batalionu OW PPS 1 sierpnia 1944

1 sierpnia 1944 na miejsce koncentracji przy ul. Dantyszka stawiło się ok. 90 żołnierzy i dwa kobiece patrole sanitarne, celem ataku był gmach Dyrekcji Lasów przy ul. Wawelskiej. Z uwagi na brak broni wyłoniono grupę szturmową 40 żołnierzy, uzbrojoną w ręczny karabin maszynowy, 18 pistoletów i dwudziestu żołnierzy z grantami. Pozostali (posiadając 80 granatów) pozostali w pozycjach wyjściowych jako odwód. Atak o godz. 17.oo poprowadził por. „Borkowski”. Powstańcy przedarli się pod ogniem karabinów maszynowych przez ogródki działkowe pomiędzy ul Dantyszka a ul. Reja, do rowów przeciwlotniczych na tyłach gmachy Dyrekcji Lasów. Do rowów dotarło 26 żołnierzy, 9 zginęło a 5 było rannych. Niepowodzenie ataku spowodowane było złą jakością granatów. Spośród trzydziestu rzuconych granatów, wybuchło zaledwie siedem. Wśród poległych byli m.in. dowódca plutonu 431, pchor. Zygmunt Juszczyk „Goliat" oraz Jan Witkowski „Jaś”.
Dopiero po zmroku udało się wycofać 18 żołnierzom w tym 8 rannym. Dwóch śmiertelnie rannych, w tym ppor. Henryk Zinówko „Borkowskiego, wyniesiono dopiero przed świtem. Jak ocenił to historyk Józef Kazimierz Wroniszewski, sytuacja w 2 Rejonie mogła zostać uratowana przez dowództwo rejonu, jednak dowodzący w zastępstwie rejonem kpt. Stanisław Wanat Jastrzębiec” opuścił z grupą żołnierzy miejsce dowodzenia o godz. 18.00. Tym samym rozbity oddział, pozbawiony dowódców uległ rozproszeniu.
Jedna zwarta kilkuosobowa grupa natrafiła w nocy z 1 na 2 sierpnia na drużynę ppor. Jarzębskiego „Poboga” (z oddziału szturmowego I Rejonu) i połączyła się z nią. Oddział „Poboga” wraz z oddziałem por. Andrzeja Chyczewskiego „Gustawa” (dowódcą 3 Rejonu) utworzyły ośrodek obrony zwany „Redutą Kaliską”. Dowódca batalionu plut. pchor. Jan Kołtuniak „Kielecki” brał udział w obronie „Reduty Kaliskiej”, jednak według podanych informacji przedostał się następnie do Pruszkowa, wychodząc prawdopodobnie 9 sierpnia wraz z większością załogi reduty do lasów chojnowskich.
Kpt. Wacław Sieroszewski „Sabała”, uczestniczący w obronie „Reduty Wawelskiej” w swojej relacji dla BiP, wspominał, że w trakcie wypadu na ul. Grójecką w trakcie poszukiwania dróg ewakuacji 10 sierpnia nawiązano kontakt z resztkami rozbitej jednostki milicji PPS. Według ustaleń J.K.Wroniszewskiego, była to 4-5 osobowa grupa żołnierzy OW PPS z „Reduty Kaliskiej”. Grupa ta skierowała się za oddziałem „Sabały” na ul. Wawelską. Żołnierze tej grupy przedostali się następnie do Podobwodu Śródmieście Południowe wchodząc w skład 2 kompanii Batalionu „Iwo”. Jednym z zidentyfikowanych żołnierzy jest kpr. pchor. Stanisław Fijewski „Radionek” z plutonu 432, który znajdował się w „Reducie Kaliskiej”, następnie prawdopodobnie wraz z grupą żołnierzy z „Reduty Wawelskiej” przedostał się do Śródmieścia wchodząc w skład 2 kompanii batalionu „Iwo”.
Wiadomo również o dwóch innych grupach. Czterech żołnierzy batalionu dotarło 1 sierpnia do gmachu Admiralicji przy ul. Wawelskiej 7. Brak jednak innych informacji o ich losach. Natomiast około dziesięciu żołnierzy ze Śródmieścia, uzbrojonych w rkm i kilka pistoletów przeczołgało się nocą z 1 na 2 sierpnia przez teren Filtrów i dotarło pod dowództwem sierż. Mendrzyckiego „Mechanika” na ul.Towarową tracąc po drodze trzech rannych. Oddział „Mechanika” połączył się powstańcami na Grzybowie.